# Scotopteryx obliterata
Scotopteryx obliterata là một loài bướm đêm trong họ Geometridae.